# آدام ویلتزی
آدام ویلتزی (انگلیسی: Adam Wiltzie؛ زادهٔ ۱۷ سپتامبر ۱۹۶۹ در نیویورک) موسیقی‌دان، آهنگساز و مهندس صدا اهل ایالات متحده آمریکا و مستقر در بروکسل است.
او با یوهان یوهانسون در ساخت موسیقی برای فیلم‌های نظریه همه‌چیز و ورود و با داستین اوهالورن برای ساخت موسیقی فیلم شیر همکاری داشت.

## گزیدهٔ فیلم‌شناسی
- پرنده‌های زرد (۲۰۱۷)
- تسلیم (۲۰۱۰)